# 龍谷大学
龍谷大学（りゅうこくだいがく、英語: Ryukoku University）は、京都府京都市伏見区深草塚本町67に本部を置く日本の私立大学。1639年創立、1922年大学設置。大学の略称は龍大、龍谷、龍谷大。

## 概観
寛永16年（1639年）、西本願寺13代宗主良如が、本山本願寺阿弥陀堂の北に僧侶の教育機関として設立した学寮（学林）を起源としている。
建学の精神（校訓・理念・学是）は、浄土真宗の精神であり、真実を求め、真実に生き、真実を顕かにする人間の育成を目指す。2012年、「You, Unlimited」が大学のブランドスローガンとして制定された。

### 教育および研究
1991年に設立された「龍谷エクステンションセンター」（通称：REC）は、日本初となる大規模なレンタルラボ施設を有している。この施設を拠点として、産業界と大学が連携した研究活動が活発に行われ、多くの実績を上げている。
国際交流においては、年間約500名の学生が海外へ留学する制度が整備されている。学生交換協定締結大学数は、2023年3月現在で136大学、45の国と地域に及ぶ。これらの協定校への交換留学では、留学期間中の学費および宿泊費が免除される。また、留学中に修得した単位は、本学の単位として認定される。
過去においては、各界の著名人を招いた講義が開講された。1987年4月から1993年9月にかけては、住友商事元会長の植村光雄による「総合商社論」が、また1984年から1989年4月にかけては、元大蔵大臣で旧新党さきがけ代表の武村正義（当時は滋賀県知事）による「地域政策論」などが提供された。さらに、社民党元党首の土井たか子や、弁護士の中坊公平といった政界・経済界の著名人が、本学の客員教授として講義を行った。
情報環境の整備も進んでおり、情報メディアセンターの情報実習室やセルフラーニング室などには、2500台以上のコンピューターが配置されている。これらのコンピューターは、教育研究用ネットワークであるDREAMに接続されている。情報リテラシー講座では、表計算ソフトの利用方法などを学ぶことができ、eラーニングをはじめとする多様な教育活動が展開されている。

### 学風および特色
龍谷大学は、380年を超える伝統を有する一方で、滋賀県の誘致に応じ、琵琶湖文化ゾーンに理工学部、農学部などを開設している。これは、伝統を重んじながらも、社会の要請に応じた新たな学部を積極的に展開する姿勢を示すものである。
2015年4月には、国際文化学部が国際都市京都の深草学舎に移転し、国際学部と改名された。また、農学部は瀬田学舎に新設された。この再編は、国際化の進展と食料問題への関心の高まりに対応したものであり、大学の教育研究体制の進化を象徴している。
伝統仏教宗派である浄土真宗の宗祖、親鸞の教義を全学的に重視する点は、龍谷大学の大きな特色の一つである。例えば、大宮キャンパス正門横には親鸞の言葉が選ばれ、墨書として掲げられている。これは、建学の精神を常に意識し、教育活動の根幹に据える姿勢の表れと言える。
1887年（明治20年）に普通教校の学生有志により発刊された「反省会雑誌」は、1899年（明治32年）に「中央公論」と改題され、発展を遂げた。この事実は、龍谷大学が社会に貢献する人材育成という観点においても、長い歴史を有することを示唆している。
大宮図書館には、大谷探検隊がシルクロードから将来した品々をはじめ、国宝・重要文化財を含む国内外の貴重書が多数所蔵されている。これらの貴重な資料は、研究活動の深化に大きく貢献している。また、深草図書館の「長尾文庫・コレクション」は、明治期から1985年までに全国で刊行された社史（会社史）の70%以上を収集しており、経済学部や経営学部などの教育に活用されている。これは、実社会との連携を重視する龍谷大学の特色を反映している。
企業へのインターンシップは、日本において1981年に元龍谷大学経済学部長であり、前兵庫大学学長の大塚圭介によって最初に実施された。その実績は高く評価されており、「大学ランキング 2016年版」（朝日新聞出版、2015年4月発行）におけるインターンシップ参加学生数において、全国7位（学生数20,000人未満の私立大学の中で1位）に位置している。これは、龍谷大学が学生のキャリア形成支援に積極的に取り組んでいる証左と言える。
2001年4月1日には、学生起業家による新規事業の創出を目的として「プレゼン龍（ドラゴン）」が設立された。インキュベートオフィス1に拠点を置き、実行委員が主体となり、ビジネスコンテスト「プレゼン龍」の開催をはじめ、インキュベーション事業や専門家による起業相談などを展開している。これは、学生の起業家精神を育成し、社会に新たな価値を生み出すことを目指す龍谷大学の先進的な取り組みである。

## 大学組織幹部
- 理事長　（浄土真宗本願寺派総長）[3]
- 学長　　安藤徹

（2025年5月現在）

## 沿革
（沿革節の主要な出典は公式サイト）

### 年表

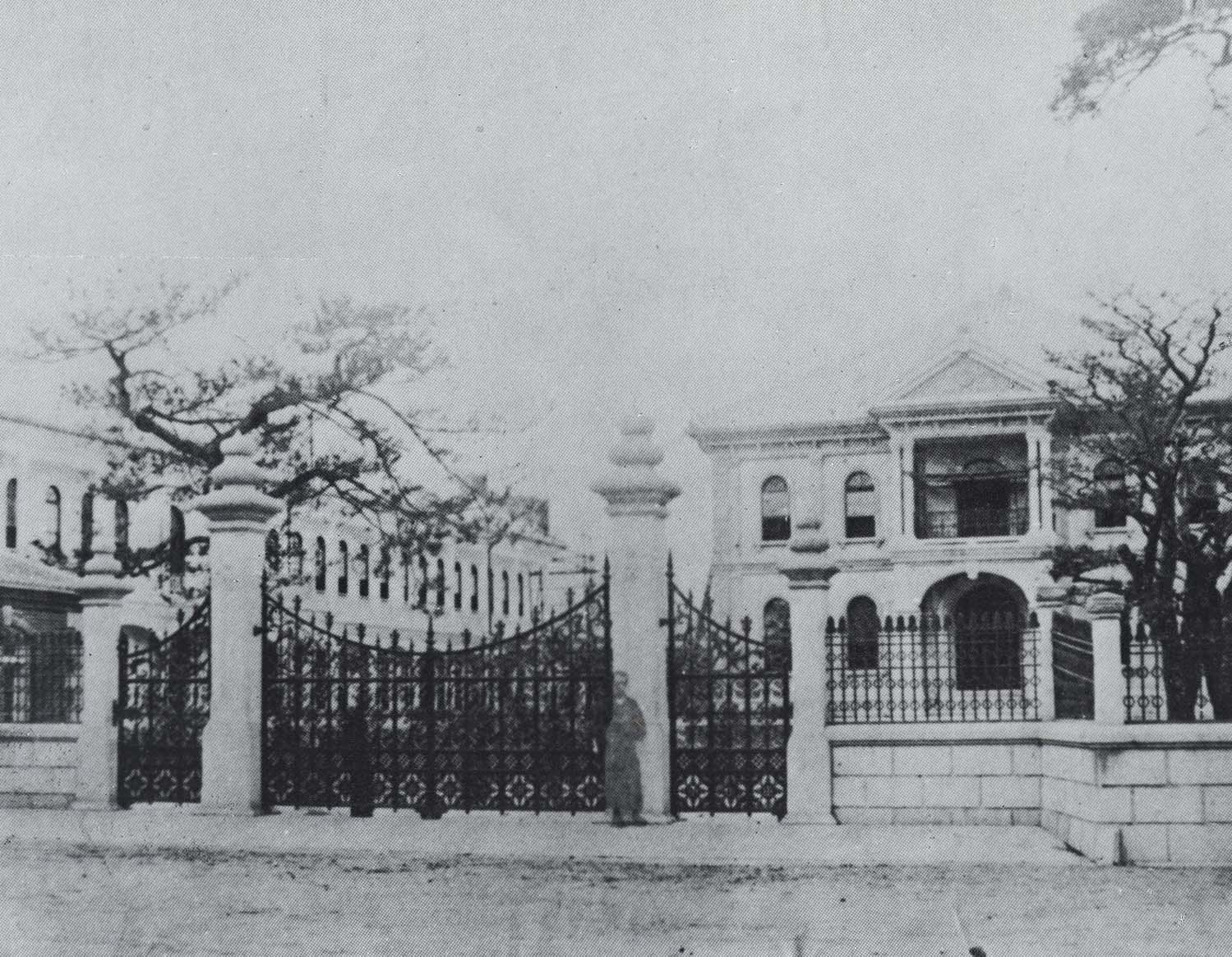
1879年（明治12年）新築落成時の正門

- 寛永16年（1639年） : 京都、西本願寺境内に学寮竣工
- 慶安3年（1650年） : 学寮の制条（学則）を制定
- 承応4年/明暦元年（1655年） : 承応の教義論争（承応の鬩牆）に端を発し幕府の命により学寮を破却。東中筋魚棚下ルの仮屋に学林を設置（学林町の町名の由来となる）。
- 延宝8年（1680年） :  所化（学生名簿）を作成
- 元禄8年（1695年） : 学林講堂、衆寮を再建（東中筋学林町）
- 正徳4年（1714年） : 知空「学林之由来」を書す
- 宝暦2年（1752年） : 学林講堂が完成
- 天明3年（1783年） : 「龍谷学黌大蔵目録」を編集
- 天明8年（1788年） : 京都市中の大火（天明の大火）により学林類焼、本願寺集会所を借用し講義を継続
- 寛政4年（1792年） : 学林講堂を再建
- 文政7年（1824年） : 初となる勧学職を置く。年預勧学の制を創設し集団指導体制を確立。
- 元治元年（1864年） : 禁門の変の兵火により学林全焼
- 慶応2年（1866年） : 仮講堂完成
- 慶応3年（1867年） : 学林改革のため総督、副総督を置く
- 明治2年（1869年） : 破邪学（キリスト教研究）など兼学6科を開講
- 明治4年（1871年） :  学林を本願寺境内（下京区七条通大宮）へ移転。内学、皇学、漢学を開講
- 明治5年（1872年） : 初となる洋学「独乙語学篇」を開講
- 1875年（明治8年） : 林門改正により学校制度を採用。普通学を開講
- 1876年 : 学林を大教校に改称。全国7カ所に中教校、各県に小教校を設置。
- 1879年 : 大教校（現大宮学舎本館、南黌、北黌、正門、守衛所）落成。
- 1880年 : 明治天皇、大教校に行幸。
- 1888年 : 大学林例を発布。考究院、内学院および文学寮（普通教校を改称統合）の二院一寮制を採用。
- 1891年 : 大学林例を廃止し、大学林、文学寮を分立。
- 1900年 : 学制を更改し、仏教大学（現佛教大学とは無関係）、仏教高等中学、仏教中学の3種とする。
- 1902年 : 仏教大学を仏教専門大学（京都）と高輪仏教大学（東京）に分立。
- 1904年 : 大谷探検隊がクチャ地区のクムトラ千沸洞を調査し五大窟で壁に刻記された6種の碑文を発見。
- 1904年 : 仏教専門大学と高輪仏教大学を仏教大学（京都）に統合。
- 1905年 : 専門学校令により仏教大学が認可。

- 1908年 : 大教校に新図書館開設。

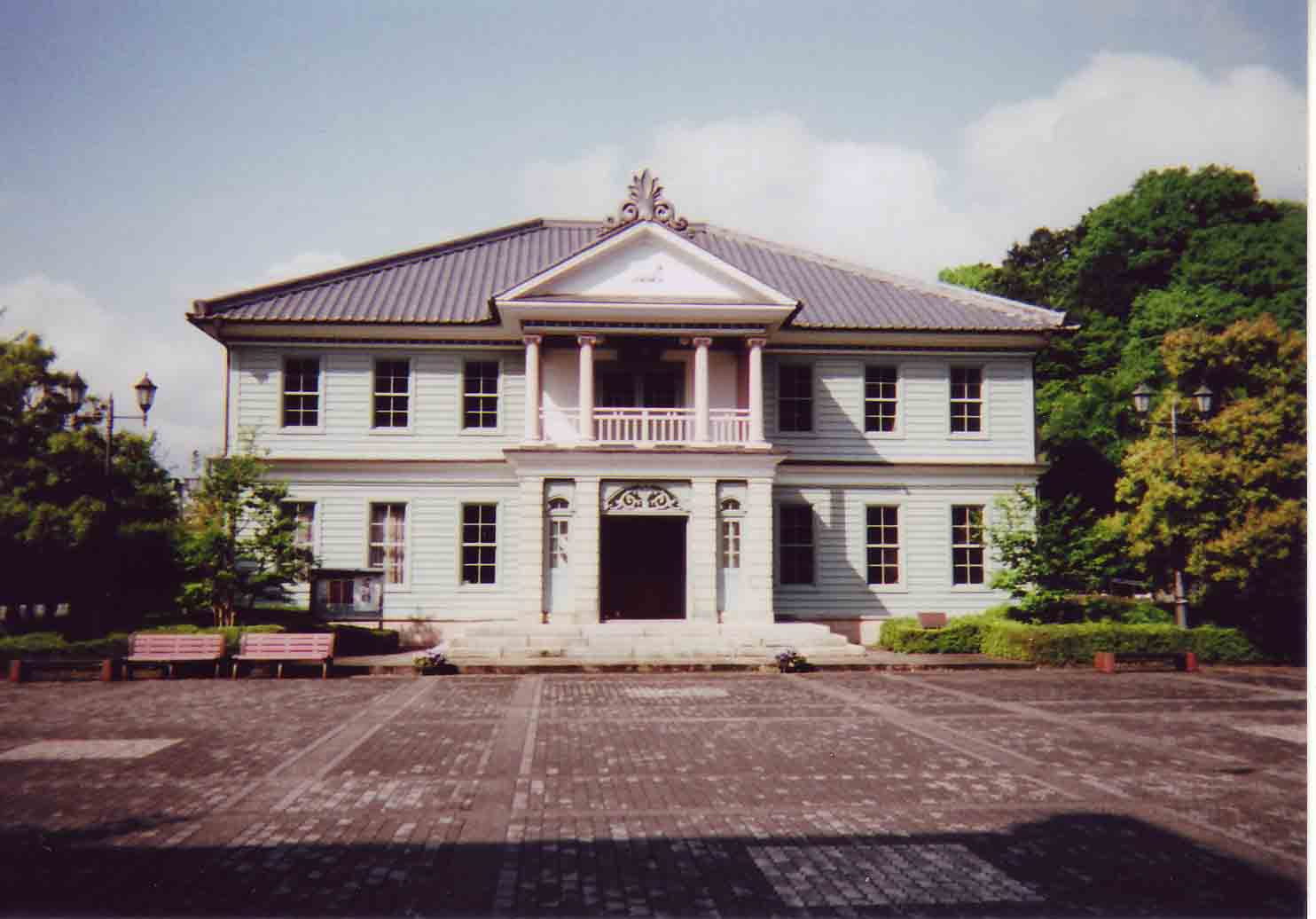
大教校図書館（現・瀬田キャンパス樹心館）

- 1909年 : 大谷探検隊がロプ湖北岸のローラン古址より「李柏尺牘稿」（重要文化財）を発掘・収集。
- 1920年（大正9年） : 予科の修業年限を2年に延長する。
- 1922年 : 大学令により（旧制）大学となり、龍谷大学と改称[注釈 2]
- 1924年 : 専門部が高等学校大学予科と同等以上と指定される[6]。
- 1928年（昭和3年） : 女子学生の入学が認められる。
- 1933年 : 学歌制定。
- 1934年 : 学位規程制定。
- 1936年 : 大宮図書館落成。
- 1941年 : 学友会を報国会に改組。
- 1943年 : 専門部興亜科を新設。出陣学徒武運長久祈願祭並に壮行会（平安神宮）に参加[7]。
- 1949年（昭和24年） : 新制大学令による新制龍谷大学として認可。文学部（4年制）を開設
- 1950年 : 短期大学部仏教科を開設
- 1951年 : 旧制専門部廃止。
- 1953年 : 大学院文学研究科真宗学真宗史専攻、仏教学仏教史専攻修士課程を開設。大谷探検隊収集の仏典・古文書類が西本願寺より寄贈される
- 1955年 : 大学院文学研究科真宗学真宗史専攻、仏教学仏教史専攻博士課程を開設。
- 1958年 : 国賓として来日中のインド初代大統領ラージェーンドラ・プラサード氏が龍谷大学を訪問。同氏に初となる名誉博士第一号の学位が授与される。
- 1960年 : 親鸞聖人700回大遠忌記念事業として京都市伏見区に深草学舎を設置（旧陸軍第16師団跡地）。
- 1961年 : 経済学部経済学科、仏教文化研究所を開設
- 1962年 : 短期大学部社会福祉学科を開設
- 1963年 : 経済学部に経営学科を開設
- 1964年 : 明治12年の西洋建築群（大宮学舎本館、正門、南黌、北黌、旧守衛所ほか）が国の重要文化財に指定
- 1966年 : 経営学部経営学科を開設。大学院文学研究科哲学専攻、国史学専攻、東洋史学専攻、国文学専攻の修士課程並びに博士課程を開設。真宗学真宗史専攻、仏教学仏教史専攻を仏教学専攻に改組。
- 1967年 : 大学院文学研究科英文学専攻修士課程並びに博士課程を開設
- 1968年 : 法学部法律学科、文学部社会学科を開設。関西六大学野球春季リーグで硬式野球部が初優勝。
- 1969年 : 社会科学研究所を開設。学園紛争により深草学舎が50日間封鎖。
- 1971年 : 大学院文学研究科社会学・社会福祉学専攻修士課程を開設
- 1971年 : 大学院法学研究科法律学専攻修士課程を開設
- 1973年 : 創立330周年式典。深草図書館落成。
- 1974年 : 大学院法学研究科法律学専攻博士課程を開設
- 1977年 : 特別研修講座開設。第1回「龍谷講座」開催。

- 1979年 : 深草学舎に紫英館竣工。

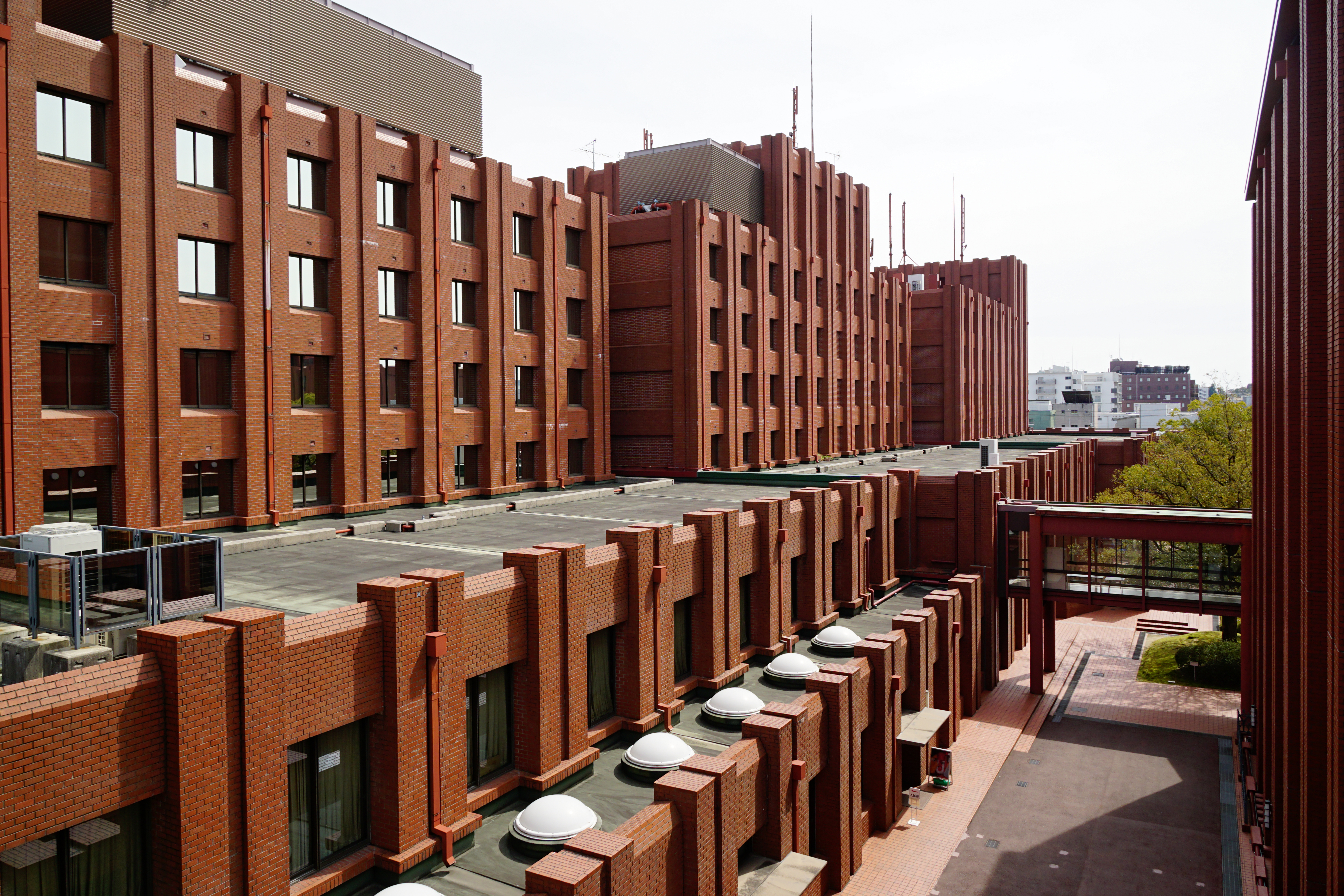
深草キャンパスの紫英館

- 1982年 : 大学院経済学研究科経済学専攻、経営学研究科経営学専攻修士課程を開設。
- 1983年 : 長尾隆次より社史のコレクション「長尾文庫」を寄贈。
- 1984年 : 大学院文学研究科社会学・社会福祉学専攻修士課程を分離し博士課程を開設
- 1985年 : 大学院経済学研究科経済学専攻、経営学研究科経営学専攻博士課程を開設。短期大学部専攻科を開設。留学生別科を開設。
- 1987年 : 滋賀県大津市に瀬田校地取得。龍谷大学・ハーバード大学創立350周年・日米国際シンポジウム開催。
- 1988年 : セメスター制、グレード制を採用。深草学舎、学部共通コースを設置。
- 1989年（平成元年） : 創立350周年記念事業の一環として瀬田学舎を開学。理工学部数理情報学科、電子情報学科、機械システム工学科、物質化学科並びに社会学部社会学科、社会福祉学科を開設。地域総合研究所、科学技術共同研究センターを開設。
- 1991年 : 大学院社会学研究科社会学専攻、社会福祉学専攻修士課程（昼夜開講制）並びに博士課程を開設。瀬田学舎に龍谷エクステンションセンター（REC）を設置。
- 1992年 : 文学部仏教学科真宗学専攻、文学科国文学専攻、英文学専攻を真宗学科、日本語日本文学科、英語英米文学科に改組。法学部に政治学科を開設。短期大学部専攻科に福祉専攻を開設。
- 1993年 : 大学院理工学研究科数理情報学専攻、電子情報学専攻、機械システム工学専攻、物質化学専攻修士課程を開設。
- 1994年 : 大学院文学研究科教育学専攻修士課程を開設。大学院文学研究科、法学研究科、経済学研究科、経営学研究科の修士課程に昼夜開講制を導入。日本の大学では初となる龍谷エクステンションセンター「レンタルラボ」が誕生。
- 1995年 : 大学院理工学研究科数理情報学専攻、電子情報学専攻、機械システム工学専攻、物質化学専攻博士課程を開設。
- 1996年 : 瀬田学舎に国際文化学部国際文化学科を開設。大学院文学研究科国文学専攻、英文学専攻博士課程を日本語日本文学専攻、英語英米文学専攻に名称変更。
- 1997年 : 文学部、経済学部、経営学部に昼夜開講制夜間主コースを開設、瀬田学舎にハイテク・リサーチ・センター（HRC）を開設。地域総合研究所を国際社会文化研究所に改組。
- 1998年 : 社会学部社会福祉学科を地域福祉学科、臨床福祉学科に改組
- 2000年 : 大学院文学研究科教育学専攻博士課程を開設。大学院国際文化学研究科国際文化学専攻修士課程を開設。
- 2001年 : 人間・科学・宗教総合研究センター、大学教育開発センター、龍谷ボランティア・NPO活動センター、古典籍デジタルアーカイブ研究センターを開設。
- 2002年 大学院国際文化学研究科国際文化学専攻博士課程を開設。瀬田学舎に人間・科学・宗教オープン・リサーチ・センター、深草学舎に矯正・保護研究センター、京都産業学センターを開設。
- 2003年 : 理工学部情報メディア学科、環境ソリューション工学科を開設。大学院法学研究科、経済学研究科共同運営によるNPO・地方行政研究コースを開設。
- 2004年 : 社会学部コミュニティマネジメント学科を開設。里山学・地域共生学オープン・リサーチ・センターを開設。
- 2005年 : 大学院法務研究科法務専攻（法科大学院）を開設。アフラシア平和開発研究センター、知的財産センターを開設。東京オフィスを開設。
- 2006年 : 経済学部経済学科を現代経済学科、国際経済学科に改組。革新的材料・プロセス研究センター、情報通信システム研究センターを開設。米国カリフォルニア州バークレーにRyukoku University Berkley Center（龍谷大学バークレーセンター: RUBeC）を開設。
- 2007年 : 大学院理工学研究科情報メディア学専攻、環境ソリューション工学専攻修士課程を開設。大学院法学研究科、経済学研究科、国際文化学研究科の共同運営により、龍谷大学大学院アジア・アフリカ総合研究プログラムを開設。小学校教諭免許状取得支援制度を開始。
- 2008年 : 大学院文学研究科教育学専攻が臨床心理士第1種指定大学院に認定。大阪オフィスを開設。平安中学校・高等学校の付属化により龍谷大学付属平安中学校・高等学校を開設（運営は学校法人平安学園）。
- 2009年 : 創立370周年記念事業、式典を開催。大学院実践真宗学研究科実践真宗学専攻、大学院理工学研究科情報メディア学専攻、環境ソリューション工学専攻博士課程を開設。大阪オフィスの移転、拡充により大阪梅田キャンパスを開設。
- 2010年 : 龍谷大学アバンティ響都ホールを開館。JR瀬田駅近隣にバスターミナルを整備。矯正・保護総合センター、アジア仏教文化研究センター、現代インド研究センターを開設。大英図書館との覚書を締結。
- 2011年 : 龍谷ミュージアムを開館。地域公共人材・政策開発リサーチセンターを開設。政策学部政策学科、大学院政策学研究科政策学専攻修士課程を開設。短期大学部にこども教育学科を開設。
- 2012年 : 文学部に臨床心理学科を開設。文学部史学科国史学専攻を歴史学科日本史学専攻に名称変更。大学院文学研究科臨床心理学専攻修士課程、博士課程を開設。
- 2013年 : 深草町家キャンパスを開設。地域貢献型メガソーラー発電所龍谷ソーラーパークを設置。学校法人龍谷大学100%出資による龍谷メルシー株式会社を設立。

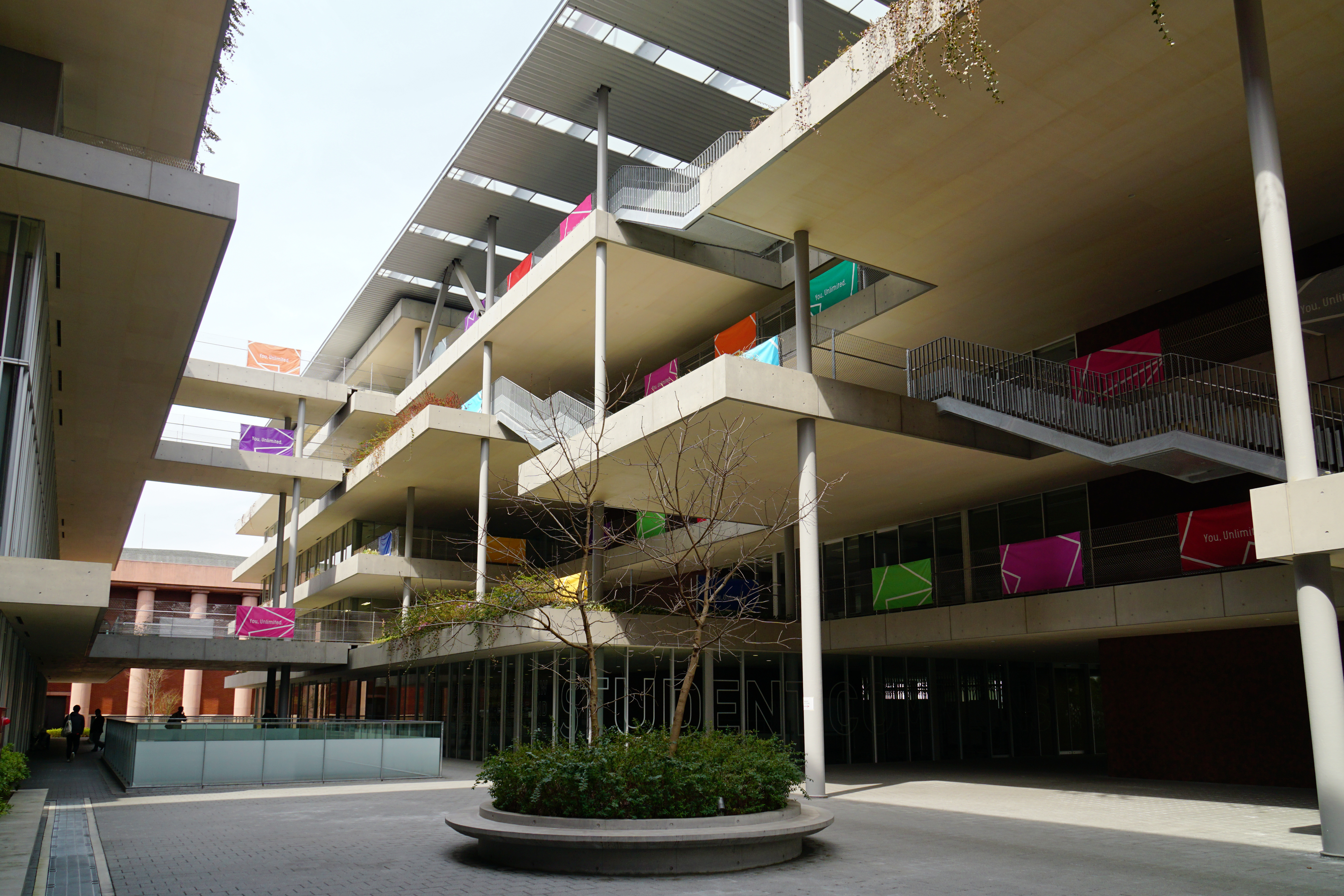
深草キャンパスの和顔館

- 2015年 : 深草学舎に和顔館竣工。国際文化学部を瀬田学舎から深草学舎へ移転して国際学部と改名し、国際文化学科、グローバルスタディーズ学科に改組。瀬田学舎に農学部を開設し、植物生命学科、資源生物科学科、食品栄養学科、食料農業システム学科を設ける。学校法人平安学園と法人合併。法科大学院の学生募集を停止[8]。
- 2016年 : 文学部歴史学科文化遺産学専攻を開設。社会学部地域福祉学科、臨床福祉学科を現代福祉学科に改組。
- 2017年 : 世界仏教文化研究センターと、中国の旅順博物館とで学術交流に関する友好協定を締結[9]。
- 2018年 : 大学院農学研究科食農科学専攻修士課程・博士課程を開設。
- 2019年 : 大学院国際文化学研究科国際文化学専攻修士課程および博士課程を大学院国際学研究科国際文化学専攻、グローバルスタディーズ専攻、言語コミュニケーション専攻修士課程および国際文化学専攻、グローバルスタディーズ専攻博士課程に改組。創立380年記念事業、式典を開催。並びに、瀬田学舎開学30周年記念事業を開催。ユヌスソーシャルビジネスリサーチセンター設立。
- 2020年：理工学部を改組し、瀬田学舎に先端理工学部を設置。深草学舎旧学友会館跡地に成就館竣工。
- 2023年：文学部臨床心理学科を改組し、心理学部心理学科を開設。11番目の学部。[10]
- 2025年：深草キャンパスの改造が完了し、社会学部を瀬田キャンパスから深草キャンパスに移転し、瀬田キャンパスは理工系学部専用キャンパスとなる。短期大学部をこの年度から募集停止。社会学部社会学科、コミュニティマネジメント学科、現代福祉学科を再編し、総合社会学科の1学科制に改組。経営学部に商学科を開設。先端理工学部環境生態工学課程を環境科学課程に名称変更。
- 2027年：社会学部の移転により余裕のできた瀬田キャンパスに、環境サステナビリティ学部（仮称）と情報学部（仮称）を開設予定。

## 基礎データ
- 学生数（2023年5月1日現在）20,460名（大学院生、短期大学生除く）
- 院生数（修士課程）417名
- 院生数（博士後期課程）116名
- 短期大学部453名
- 専任教員数543名
- 卒業生数4760名
- 短期大学部卒業生数225名
- 修士課程修了生数190名
- 博士後期課程修了生数19名
- 卒業生数（OB・OG）約195,000人（2020年3月1日現在）
- 蔵書数　約2,270,000冊

### 所在地
- 深草学舎（京都府京都市伏見区深草塚本町67）
- 大宮学舎（京都府京都市下京区七条通大宮東入大工町125-1）
- 瀬田学舎（滋賀県大津市瀬田大江町横谷1-5）

### 象徴
- 大宮学舎本館を含め5箇所が国の重要文化財に指定されている。
- 瀬田学舎の樹心館は登録有形文化財に登録されている。
- 校章は、1906年に前田慧雲・高楠順次郎の2名の博士の考案したものが制定され、仏教のシンボルである三宝章と、本願寺の紋所である菊くずしを組合わせたものである。
  - 1989年に同学創立350周年記念として、滋賀県大津市に瀬田キャンパスが開設されたことを機に「R」を基調としたサブ・マークが制定されたが、2012年に赤い「r」と銀色の「U」を組み合わせた新しい「ロゴマーク」が制定された。ちなみにこの「r」は芽を表しており学生の姿を、「U」はそれを後ろで支える教職員や大学側を表している。
- スクールカラーは従来は紫紺であったが、2012年に新しいロゴマークが制定された際にスクールカラーも赤（龍谷レッド)に変更された。
- ブランドスローガンは「You, Unlimited」である。「龍谷大学で学ぶすべての学生に、無限の可能性を」という意味が込められている。
- フランドスローガンや大学名の英語表示の時には「Barkpipe」というフォントを用いて表現されている。
- 2009年10月には、同学の名前にちなんだ龍のマスコットキャラクターが発表された。その後、学内で名前を公募し、2010年5月に「ロンくん」「ロンちゃん」と命名された。
- 2009年9月には、同学文学部OGであるつじあやのの書き下ろしによる、同学創立370周年記念の新応援歌「Good Day,Good Luck!」が制作された。翌2010年4月には、新入生向けオリエンテーションにて、同曲が収録されたCDが配布された。
- 深草学舎の礼拝堂である顕真館の正面には平山郁夫作「祇園精舎」の原画を3倍に拡大した陶板画が掲げられている。

## 学歌
同学の大学歌は「校歌」ではなく「学歌」と言う。作詞は学歌作製委員会、作曲は山田耕筰。	
（一）
永久（とわ）に揺がぬ　みのり聞き
寄する思想の　波しずめ
久遠（くおん）の光　まどかなる
真理の大樹（おおぎ）　栄ゆけば
見よ黎明の　空澄みて
吾等が学府　光輝あれ
（二）
仰げば高き 雪山（せつせん）の
姿をうつす 御教に
おもいをはせて　たゆみなく
心をみがく 幾千の
同信の友 相集う
吾等が学府 光輝あれ
（三）
世運の流れ 遷るとも
正法萬古 変わりなし
公孫樹（いちょう）の蔭に 法幢（ほうどう）を
真心こめて 守りゆく
若き学徒の 相集う
吾等が学府 光輝あれ

## 教育および研究

### 組織

#### 学部

##### 深草キャンパス
- 文学部（1、2年次のみ）
  - 真宗学科
  - 仏教学科
  - 哲学科
    - 哲学専攻
    - 教育学専攻

  - 臨床心理学科（2023年4月学生募集停止）
  - 歴史学科(旧・史学科)
    - 日本史学専攻(旧・国史学専攻)
    - 東洋史学専攻
    - 仏教史学専攻
    - 歴史遺産学専攻

  - 日本語日本文学科
  - 英語英米文学科
- 心理学部（1、2年次のみ）
  - 心理学科
- 経済学部
  - 現代経済学科[注釈 3]
  - 国際経済学科[注釈 4]
- 経営学部
  - 経営学科[注釈 5]
    - 経営コース
    - 会計コース

  - 商学科（2025年度開設）
    - 事業創造コース
    - マーケティングコース

- 法学部
  - 法律学科[注釈 5]
    - 司法コース
    - 現代国家と法コース
    - 市民生活と法コース
    - 犯罪・刑罰と法コース
    - 国際政治と法コース
- 国際学部（2015年4月開設）
  - 国際文化学科
  - グローバルスタディーズ学科
- 国際文化学部（2015年度に募集停止。国際学部に集約。）
  - 国際文化学科
- 政策学部
  - 政策学科[注釈 5]
    - 政策構想コース[注釈 6]
    - 環境創造コース
    - 地域公共人材コース
- 学部共通コース - 経済学部、経営学部、法学部、政策学部の学生を対象としたコース。2年生前期に、学部共通コースに所属するか、学部内コースの所属するかを選択する。
  - 国際関係コース
  - 英語コミュニケーションコース
  - スポーツサイエンスコース
  - 環境サイエンスコース

##### 大宮キャンパス
- 文学部（3、4年次のみ）
- 心理学部（3、4年次のみ）

##### 瀬田キャンパス
- 先端理工学部（2020年理工学部から改組）
  - 数理・情報科学課程
    - 専門分野：数理解析分野、応用数理分野、情報科学分野[注釈 7]

  - 知能情報メディア課程
    - 専門分野：情報システム分野、メディア工学分野、ソフトウェア科学分野[注釈 8]

  - 電子情報通信課程
    - 専門分野に電子工学分野、通信工学分野、情報工学分野[注釈 9]

  - 機械工学・ロボティクス課程
    - 専門分野：力学系分野、エネルギー系分野、システム系分野[注釈 10]

  - 応用化学課程
    - 専門分野：分析・環境化学系、無機・セラミックス系、有機・高分子系、生物機能分子系がある[注釈 11]

  - 環境生態工学課程（2025年4月より環境科学課程へ名称変更予定）
    - 専門分野：エコロジー工学分野、生態環境マネジメント分野[注釈 12]

- 社会学部
  - 社会学科（2025年4月学生募集停止）
  - コミュニティマネジメント学科（2025年4月学生募集停止）
  - 現代福祉学科（2025年4月学生募集停止）
  - 総合社会学科（2025年4月開設）

- 農学部（2015年開設）
  - 生命科学科（2023年4月植物生命科学科より名称変更）
    - 分野：植物線虫学、植物病理学、化学生態学、微生物科学、情報生物学、環境生理学、生化学・分子生物学

  - 農学科（2023年4月資源生物科学科より名称変更）
    - 分野：応用線虫学、応用微生物学・生化学、収穫後生理学、作物学、植物微生物学共生、応用昆虫学、農業自然史、土壌学、果樹園芸学

  - 食品栄養学科
  - 食料農業システム学科
    - 分野：食農ビジネス、農業・環境政策学、食文化・地域文化、農企業経営情報会計学、熱帯農業・社会経済、比較食糧農業論、食料・農業・環境経済学、地域マネジメント・資源保全、フードシステム、環境史・環境社会学

#### 研究科
- 文学研究科（修士課程・博士後期課程）
  - 真宗学専攻
  - 仏教学専攻
  - 哲学専攻
  - 教育学専攻
  - 臨床心理学専攻
  - 日本史学専攻
  - 東洋史学専攻
  - 日本語日本文学専攻
  - 英語英米文学専攻
- 法学研究科（修士課程・博士後期課程）
  - 法律学専攻
    - 修士課程のコース・プログラム
      - 法学コース
      - 政治学コース
      - NPO・地方行政研究コース
      - アジア・アフリカ総合研究プログラム
- 経済学研究科（修士課程・博士後期課程）
  - 経済学専攻
    - 修士課程のプログラム
      - 経済学総合研究プログラム
      - 民際学研究プログラム
      - アジア・アフリカ総合研究プログラム
- 経営学研究科（修士課程・博士後期課程）
  - 経営学専攻
    - 修士課程のコース
      - アカデミック・コース
      - ビジネス・コース
      - 日中連携ビジネス・コース
      - 社会人ビジネス・コース
      - 社会人課題研究型コース
- 国際文化学研究科（修士課程・博士後期課程）
  - 国際文化学専攻[注釈 13]
    - 修士課程のプログラム
      - アジア・アフリカ総合研究プログラム
- 社会学研究科（修士課程・博士後期課程）
  - 社会学専攻
    - 修士課程のコース
      - 社会学コース
      - ジャーナリズムコース

  - 社会福祉学専攻
- 理工学研究科（修士課程・博士後期課程）
  - 数理情報学専攻
  - 電子情報学専攻
  - 機械システム工学専攻
  - 物質化学専攻
  - 情報メディア学専攻
  - 環境ソリューション工学専攻
- 実践真宗学研究科（修士課程（3年制））
  - 実践真宗学専攻
- 政策学研究科（修士課程・博士後期課程）
  - 政策学専攻
    - 修士課程のコース
      - 地域政策研究コース
      - NPO・地方行政研究コース
- 農学研究科（修士課程・博士後期課程）
  - 食農科学専攻

#### 別科
- 留学生別科

#### 短期大学部
- 社会福祉科
  - 福祉専攻

#### 附属機関
- 保健管理センター
- 図書館
- 世界仏教文化研究センター
- 仏教文化研究所
- 社会科学研究所
- 科学技術共同研究センター
- 国際社会文化研究所
- 人間・科学・宗教総合研究センター
  - 古典籍デジタルアーカイブ研究センター
  - 里山学研究センター
  - 人間・科学・宗教オープン・リサーチ・センター
  - アジア仏教文化研究センター
  - 地域公共人材・政策開発リサーチセンター
  - アフラシア多文化社会研究センター
  - 現代インド研究センター
  - 混一疆理歴代国都之図研究プロジェクト
- 龍谷エクステンションセンター（REC）
  - 滋賀本部（本館）
  - 京都分室
  - 東大阪分室
- 龍谷ミュージアム
- グローバル教育推進センター
- Ryukoku University Berkeley Center
- 情報メディアセンター
- 大学教育開発センター
- 教養教育センター
- 教職センター
- ボランティア・NPO活動センター
- 知的財産センター
- 矯正・保護総合センター
- スポーツ・文化活動強化センター
- ユヌスソーシャルビジネスリサーチセンター - 2019年6月に設立されたムハマド・ユヌス博士が提唱したソーシャル・ビジネス研究所

##### 龍谷エクステンションセンター
1991年設立の「龍谷エクステンションセンター」（通称 REC）は、日本の大学では初となる産官学連携のインキュベーション施設。2005年には経済産業省「広域新事業支援ネットワーク拠点重点強化事業」に採択された。
RECでは、滋賀を拠点として京都と東大阪に分室をもち、日本最大規模のレンタルラボを設置している。銀行との連携による企業への融資制度などを設け、共同の研究開発による企業育成にも努めており、大学発ベンチャー企業数では2000年度トップとなり、以後も常に上位にある。公開特許件数は27件。
一般市民を対象とした取り組みでは、「RECコミュニティーカレッジ」を開講し、瀬田キャンパスや東京を会場に年間約350講座開かれている。

### 研究

#### 私立大学学術研究高度化推進事業
文部科学省私立大学学術研究高度化推進事業における採択事業の一覧。
- ハイテク・リサーチ・センター整備事業
  - 大学院理工学研究科（平成8年度、13年度）
  - 情報通信システム研究センター（平成18年度）
  - 革新的材料・プロセス研究センター（平成18年度）
- 学術フロンティア推進事業
  - 古典籍デジタルアーカイブ研究センター（平成13年度より）
  - 矯正・保護研究センター（平成14年度より） 2010年7月より「矯正・保護総合センター」へ改組。
  - アフラシア平和開発研究センター（平成17年度）
- オープン・リサーチ・センター整備事業
  - 人間・科学・宗教オープン・リサーチ・センター（平成14年度より）
  - 地域人材・公共政策開発システム・オープン・リサーチ・センター（平成15年度）
  - 里山学・地域共生学オープン・リサーチ・センター（平成16年度）
- 私立大学戦略的研究基盤形成支援事業
  - アフラシア多文化社会研究センター（平成23年度より）
  - 地域公共人材・政策開発リサーチセンター（平成23年度より）

### 教育
- 現代的教育ニーズ取組支援プログラム
  - 短期大学部「イメージ創生を中心としたキャリア教育」（平成17年度）
  - 社会学部「大津エンパワねっと」（平成19年度）
- 特色ある大学教育支援プログラム
  - 短期大学部「実習事前指導の体系的な実施」（平成15年度 - 平成18年度）
  - 他大学との共同採択「大学連携による新しい教養教育の創造」（平成16年度）
- 大学院教育改革支援プログラム
  - 理工学研究科「東洋の倫理観に根ざした国際的技術者養成」（平成19年度）
  - 法学研究科「NPO・地方行政研究コース」（平成19年度）

## 学生生活

### 部活動・クラブ活動・サークル活動
学友会という龍谷大学の全ての学生によって構成される組織があり、学友会に、宗教局、体育局、学術文化局、放送局の各局、および各委員会がある。各局に所属する団体として野球、アメフト、ラグビー、端艇など80を超えるサークル(部)がある。また、学友会組織ではないが大学公認のサークル（一般同好会）が深草・瀬田キャンパスに多数存在する。
学友会の最高執行機関は中央執行委員会である。また、最高機関として学生大会、それに準じて学生の選挙で選ばれた委員による中央委員会が組織運営の評議を行っている。
学友会組織の学生代表者と大学教職員の代表者が話し合う会議として「全学協議会」が開催されている。

### イベント
- 創立記念降誕会：親鸞の誕生日（5月21日）は、創立記念日（5月20日）と併せて祝われ、この日にむけて創立記念降誕会という行事が開催される。同行事の伝統イベントとして京都市内を夜通しで50 kmを歩くオーバーナイトハイクや、円山公園から四条河原町を経由して御池まで約1200人が歩く提灯行列がある。企画・運営は創立記念降誕会実行委員会が担い行われる。
- 龍谷祭：瀬田学舎(10月)と深草学舎(11月)で開催される龍谷大学の学園祭。瀬田学舎は２日間、深草学舎は３日間、計５日間の開催である。企画・運営は龍谷祭実行委員会が担い行われる。
- 学術文化祭：学術文化局の各サークルの展示発表の場として龍谷祭にあわせて開催される。
- 夕照コンサート：瀬田学舎で8月下旬の土曜日に開催される野外吹奏楽イベントで、大学近隣の小学校・中学校・高等学校と龍谷大学の吹奏楽部およびバトン・チアSPIRITSが参加している。
- 花まつり（灌仏会） : 深草学舎を中心に4月8日の釈尊の生誕日にむけて宗教局学生役員が中心になって法要や各種イベントを実施。入学式や新入生歓迎サークル説明ブース設置期間とも重なり、学生の他にも新入生の家族も参加している。
- 顕真週間（けんしんしゅうかん） : 深草学舎を中心に10月中旬に開催される。10月18日の大学報恩講[14]にむけて建学の精神を再確認していこうと、宗教局の各部学生による実行委員会が宗教文化講演会や灯火、腕輪念珠つくりなどを企画している。

### 体育局（スポーツ）
- 体育局には次の団体が所属している。柔道部、相撲部、剣道部、硬式野球部、端艇部、弓道部、卓球部、ラグビー部、陸上競技部、自動車部、バドミントン部、ワンダーフォーゲル部、日本拳法部、スキー部、合気道部、サッカー部、アイススケート部、硬式庭球部、洋弓部、ソフトテニス部、山岳部、ボクシング部、男子バスケットボール部、男子バレーボール部、少林寺拳法部、フェンシング部、ユースホステル部、空手道部、航空部、自転車部、女子バレーボール部、アメリカンフットボール部、ゴルフ部、ソフトボール部、ハンドボール部、ヨット部、準硬式野球部、バトン・チア・SPIRITS、ラクロス部、居合道部、水上競技部、龍魂編集室。
- 上記の「龍産戦」は体育会各部の総合対抗競技大会としても行われており、対戦種目は多岐に渡る。
- アメリカンフットボール部の愛称は、龍谷大学シーホースである。2011年度は同志社、神戸大に勝ち京大と引き分け、5位が確定した。2013年度は神戸大、近大、大阪教育大に勝ち5位が確定した。2014年度は京大、同志社に勝ったが神戸大、近大に負け6位となった。2015年度は近大と桃山学院大に勝ち6位となった。2016年度は京大、甲南、同志社、神戸大に勝ち、4勝3敗で初の4位になった。関西学生Div.1（1部リーグ）に所属している。
- ラグビー部は、かつて関西大学Aリーグ（1部）に所属していたが、2007年に摂南大学との入れ替え戦に敗れて以降、Bリーグ（2部）での残留が続いている。
- スキー部は、男女ともに全関西学生スキー連盟の1部校に属している。2013年の全日本学生スキー選手権大会のノルディッククロスカントリー10 kmフリーでは石井翔子が優勝した。
- 陸上競技部は、卒業生に3000 m・10000 m・マラソンの日本記録(かつては5000 mも)を持つ高岡寿成や、ユニバーシアード準優勝、ベルリン・大邱世界陸上、ロンドンオリンピック (2012年)に出場した渕瀬真寿美がいる。
- 自動車部は、関西学連に所属し、かつては2001年から2005年まで、世界ラリー選手権（WRC）のオーストラリアに参戦。クラス優勝の経験もある。
- 端艇部は、1895年に創部され、体育会系のサークルでは、最古のサークルである。成績としては、2016年全日本軽量級選手権大会で男子舵手なしクォドルプルが優勝、アジア選手権に派遣された。また、2018年にも同大会、同種目で優勝、その後の大学選手権では、3位となった。
- バドミントン部は、関西学生バドミントンリーグで、女子が2011年に春から2014年春にかけて7連覇、男子が2012年春から2013年秋にかけて4連覇を達成した。女子は、2009年の第60回全日本学生バドミントン選手権大会では3位となった。また2012年には西日本チャンピオンとなった。全日本学生選手権大会では女子団体で2015年度に準優勝、男子団体で2016年度に準優勝した。
- 卓球部は、女子が2011年の秋季関西学生卓球リーグで14年ぶりに優勝した。また2011年と2012年の全日本大学卓球総合選手権でベスト8になった。男子も関西学生リーグ1部に所属している。
- 柔道部は、男子が2011年の全日本学生柔道優勝大会で、ベスト8に進出した。女子も2011年の全日本学生柔道体重別選手権大会で体重別3位入賞選手を複数輩出している。女子57 kg級の小野彰子は2013年のヨーロッパオープン・ソフィアとパンナムオープン・モンテビデオで準優勝した。
- 女子バレーボール部は、関西学生バレーボールリーグで、2010春から2013年秋まで8連覇を達成した。また2012年の天皇杯・皇后杯全日本バレーボール選手権大会に出場し、同じ龍谷総合学園の東九州龍谷高等学校と対戦して勝利しベスト16になった。
- チアリーディングのチームである「バトン・チア・SPIRITS」は体育局本部に所属し、関西学生バトン・チアコンテストでグランプリ8連覇を達成した。
- 剣道部は、2010年の全日本女子学生剣道優勝大会で準優勝するなど、関西屈指の強豪校として知られている。
- 龍魂編集室は、体育局の機関新聞「龍大スポーツ龍魂」を発行している。

### 学術文化局
- 学術文化局には、次の団体が所属している。能楽部、邦楽部、劇団未踏座、池坊華道部、龍吟会、落語研究会、E.S.S.、書道部、美術部あーちすと会、写真部、映画研究部、文芸部、茶道部釣寂会、陶芸部、フォークソング認定同好会"黄色いトマト"、軽音楽部、マンドリンオーケストラ、吹奏楽部、税務会計学研究会、経済研究会、広告研究会、心理学研究会、考古学研究会、古美術研究会、釣研究会、愛棋会、ボランティアサークル、野外活動部、交響楽団、プログラミングサークル。
- 吹奏楽部は「学術文化局」に所属し、全日本吹奏楽コンクール大学の部において、4回連続を含む8度目の金賞入賞（2010年時点）を達成した。
- 映画研究部は学術文化局に所属し、山路ふみ子文化財団主催の第2回および第3回山路ふみ子学生映画コンクールにおいて、制作部門佳作を受賞した。
- マンドリンオーケストラは、学術文化局に所属する音楽系サークルの一つである。「全日本学生マンドリン連盟・京都支部」に加盟している。技術顧問にマンドリニスト井上泰信を置いていた。特定非営利活動法人ARTE MANDOLINISTICA主催の第3回[15]及び第4回全日本マンドリン合奏コンクール学生団体部門[16]において、銀賞を受賞した。卒業生に作曲家、マンドリン奏者の丸本大悟がいる。

### 宗教局
- 龍谷大学独自の組織として「宗教局」が設けられており、合唱団・宗教教育部・伝道部・仏教青年会・パイオニアクラブ・仏像研究会が所属している。宗教局がおこなう行事として4月に開催する「花まつり（灌仏会）」と10月中旬に開催する「顕真週間」がある。また2016年に第40回正力松太郎賞 (仏教)児童強化功労賞を受賞した。

浄土真宗の寺院出身者が多いが、入部については他の学友会団体同様龍谷大学生（学部生）であれば誰でも可能であり、寺院出身ではない学生も少なくない。
- 合唱団は仏教讃歌の普及と研鑽を目的としており、大学の卒業式や音楽法要で仏教讃歌を歌っている。合唱曲は勿論J-POPもレパートリーで、京都女子大学の女声合唱団とともに龍谷混声合唱団として活動することもある。かつては宗教局男声合唱団として男声のみの老舗サークルであったが、新型コロナウイルス感染症の流行や、かつてからの部員減少の影響により学術文化局混声合唱団ラポールと合併し、宗教局合唱団として再スタートした。
- 宗教教育部は近隣の寺院と連携して土・日曜学校（子ども会）の運営、研究を行っている。
- 伝道部は朝の法話、教学の勉強会、子ども会の運営、機関紙恒河（ガンジス）の発行、西本願寺境内での布教など広く浄土真宗の伝道教化について研究・実践している。
- 仏教青年会は1952年に創部。社会情勢などからの部員減少により2000年代に2度ほど断絶した。現在は再興され、部員が自由なテーマで研究発表・討議を行うサンガ（勉強会）や合宿、寺院拝観、上映会、かつてはバスツアーなど幅広く活動している。
- パイオニアクラブは龍谷大学のボーイスカウトサークルである。西本願寺でのボランティア活動や京都近郊でのキャンプを実施している。現在は部員がいない。
- 仏像研究会は仏像に関する研究や仏寺見学をおこなっている。大学が発行する「宗教部報りゅうこく」に仏像紹介マンガの記事や独自の機関紙『るる仏』を執筆している。

また、宗教局は大学の機関である宗教部職員とも連携して学内外に建学の精神（浄土真宗）の普及（伝道）に努めている。

### 放送局
- 放送局は、大学内での放送や、行事でのアナウンス、ラジオ番組の作成などをおこなっている。卒業生に林伸一郎や中邨雄二、やしきたかじんがいる。

### 委員会
- 委員会には次の団体が所属している。紫朋館運営委員会、学友会館運営委員会、イヤーブック作成委員会、海外交流委員会、創立記念降誕会実行委員会、龍谷祭実行委員会。

紫朋館運営委員会、学友会館運営委員会、イヤーブック作成委員会は2021年頃までに解散済。

### その他の団体
- 上記団体（局下団体含む）のほかに、学友会各局に属さない大学公認の一般同好会が数多く存在する。認定されるには半期毎に申請が必要。大学非公認団体の場合は学内での勧誘活動などが禁止されている。
- 大学生協による生協学生委員会（GI）が深草と瀬田で活動し、組合員の利用促進や運営への提言などを行っている。

## 大学関係者と組織

### 大学関係者組織
- 龍谷大学校友会 - 龍谷大学の卒業生からなる組織。地域や職種などから国内38支部、海外3支部で構成されている。
- 親和会 - 龍谷大学在籍生の保護者組織。独自の奨学金制度などを設けて学生をサポートしている。
- 職業会計人グループ(RAS) - 龍谷大学の卒業生で、税理士、公認会計士などの有資格者からなる組織。
- 龍谷経営者の会 - 龍谷大学の卒業生で、経営者が中心となって組織される会。
- 教龍会 - 龍谷大学の卒業生で、中高などの学校教員からなる組織。
- 龍谷大学生活協同組合 - 各キャンパスにて購買店舗・食堂等が設けられている。

## 施設

### キャンパス
キャンパスに関して、「-キャンパス」という呼称のほか「-学舎」という名称も使われている。

#### 深草学舎
龍谷大学のメインキャンパスである。

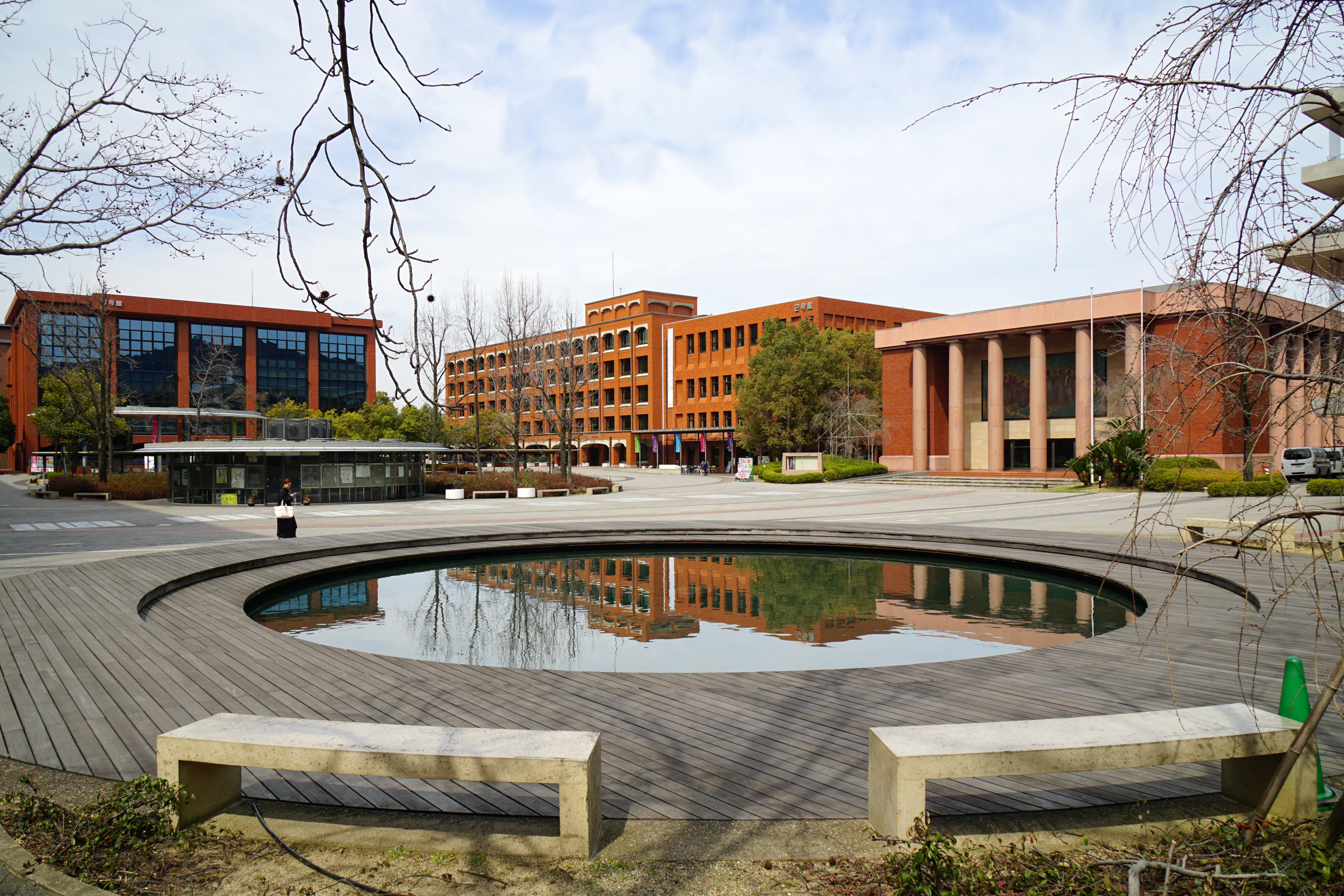
深草学舎

- 使用学部：文学部（1・2年次）、心理学部（1・2年次）法学部、経済学部、経営学部、政策学部、国際学部、短期大学部、2025年度から社会学部。
- 使用研究科：法学研究科、経済研究科、経営研究科、政策研究科、国際文化研究科
- 使用附属施設
  - 中央：和顔館（わげんかん・教室・研究室・南側別棟は深草図書館・東門脇別棟はスターバックスコーヒー、1号館に相当）、2号館、3号館、4号館、5号館（紫明館）、6号館（紫英館）、8号館、21号館、22号館、灯炬館、顕真館（礼拝堂）、カフェ樹林
  - 南側：成就館（9号館に相当）、12号館（体育館）、慧光館、聞思館、ミトラ館
  - 北側：専精館（せんしょうかん、第二体育館）
  - 西側：紫光館、至心館
    - 南側にあった10号館（紫朋館）と11号館（紫陽館）はクラブ・サークル・各種委員会の部室棟であったが、2022年11月より解体され、跡地に新講義棟「慧光館」が建設され、中央の21号館との間には歩道橋である「結連橋」が設置された。また体育館の北に隣接していた駐輪場や大宮キャンパス行きバス乗り場にも新棟「聞思館」「が建設され、バス乗り場はその1階の空間に設置された。
    - 顕真館は礼拝堂であり、親鸞の揮毫した六字名号（南無阿弥陀仏）（複写）が本尊である。正面の壁画は平山郁夫の作品（レプリカ）であり、祇園精舎での釈迦の説法が描かれている。
    - 旧1号館は1963年に完成した旧13号館であり、深草学舎で最も古い建物であったが、老朽化のため2012年11月から建替えられた。仮称・新1号館は「和顔館」と名付けられ、図書館が7号館から移転したほか、スターバックスコーヒーが入居している。西日本初の大学内のスターバックスコーヒーとなった。
    - 2号館の東側（1階に生協売店が入っていた部分）は、1970年完成の旧16号館であったが、この部分は2023年に解体され、生協売店は2号館西側部分の地下1階に移転した。跡地と2号館の北側の立体駐輪場の跡には新講義棟「灯炬館」が建設された。
    - 7号館（旧・深草図書館）は図書館移転後数年した2020年より解体され、広い中庭となっている。7号館は名実ともに欠番となっている。
    - 顕真館前の石畳は、京都市電の軌道石を再利用したものである。
    - 成就館のある場所には、1970年竣工の学友会館が存在した。
    - 北側の専精館や西側の紫光館、至心館は他の建物とはやや離れている。紫光館は法科大学院として使われていたが、法科大学院閉鎖後の現在は、解体された10号館（紫朋館）と11号館（紫陽館）に代わる部室棟として使用されている。
- 交通アクセス
  - 龍谷大前深草駅徒歩約3分。
  - くいな橋駅・稲荷駅徒歩約8分。
  - 京都市バス南5系統「警察学校前」下車すぐ（東門へは「龍谷大学前」よりも近い。）。

#### 大宮学舎
七条大宮にある大学の元祖の学舎。
近代建築である本館や北黌（コウ）、南黌、旧守衛所は重要文化財に指定されており、実写映像作品でのロケーションなどにも使用されている。
本館は、地上二階建て、設計者は不明。設計や施工に西洋人が係わった記録が無い。明治天皇行幸の休憩所とするため建築途中で大幅な設計変更を行なった。木に石を貼り付けた木造石貼りで、屋根は瓦葺き。浄土真宗の寺の造りに合わせて西側の窓は無い。内壁は柱を漆喰で塗り込めた西洋式。

2階の講堂には本尊の阿弥陀如来像を安置し、20世紀半ばまでは大学の講義はすべてここで行われていた。窓がやや低いのは正座で学ぶ場であったため。北黌（コウ）、南黌も当時は学生寮として北寮、南寮と呼ばれていた。
- 使用学部：文学部（3・4年次）
- 使用研究科：文学研究科、実践真宗学研究科
- 使用附属施設

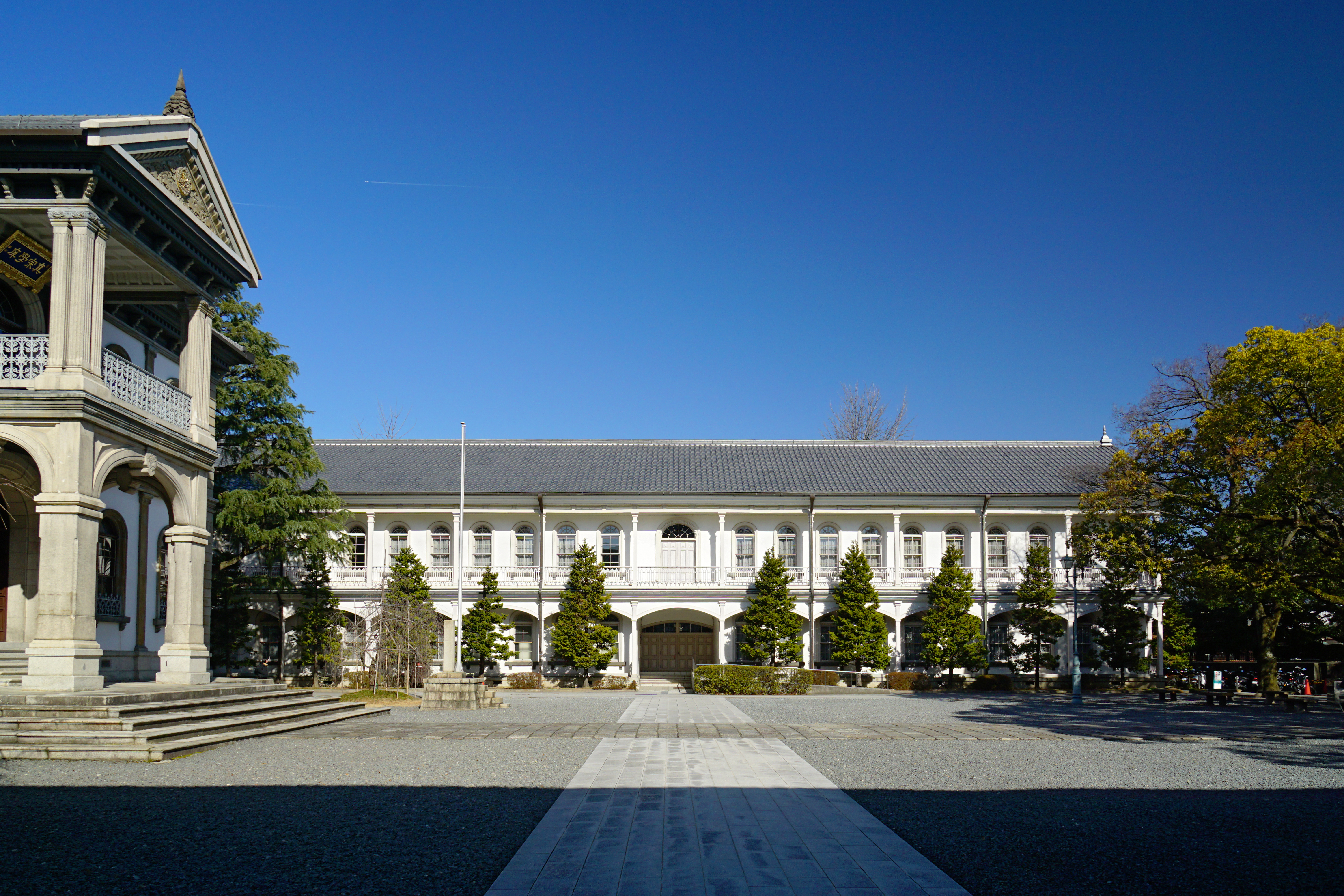
大宮学舎

  - 西側：本館、北黌（コウ）、南黌、西黌、西黌別館、清和館、守衛所、旧守衛所
  - 東側：東黌
  - 北側：大宮図書館
  - 南側：清風館、白亜館
- 2011年4月に、西本願寺の東隣地に「龍谷ミュージアム」が開設された[17]。
- 東黌については、老朽化した鉄筋コンクリートの校舎を、重要文化財の建築群と調和させるための改築が、2016年春から2018年春にかけて行われた。改築中は不足する教室については、厚生施設である清和館の一部のスペースを教室に転用したほか、西に隣接する龍谷大学付属平安高等学校の施設も使用した。2018年3月19日に竣工式が行われ、大宮学舎におけるメイン教室棟として使われている。エントランスホールには重要文化財の「本館正門鉄扉」が置かれ、入り口付近には平安京東市跡の案内板が設置されている。
- 交通アクセス
  - JR梅小路京都西駅徒歩約10分（京都市バス約5分）。
  - 京都駅徒歩約15分（京都市バス約3分）。
  - 阪急大宮駅徒歩約25分（京都市バス約5分）。
  - 嵐電四条大宮駅徒歩25分（京都市バス約5分）。
  - 京阪七条駅徒歩約30分（京都市バス約20分）。

#### 瀬田学舎
- 使用学部：理工学部（先端理工学部）、農学部、2027年度より環境サステナビリティ学部（仮称）及び情報学部（仮称）を設置予定
- 使用研究科：理工学研究科、社会学研究科、農学研究科
- 使用附属施設：1号館、2号館、3号館、4号館、5号館、6号館、7号館、8号館、9号館、樹心館、実験棟、青志館、青雲館、体育館、瀬田図書館、瑞光館、HRC棟、RECホール、智光館、SETA DOME、野球場
  - 樹心館 - 他の学舎同様にある礼拝堂である。本尊の阿弥陀如来立像は龍谷大学元職員の青木正範の作である。また、建物も大宮学舎図書館や浄土真宗本願寺派宗務機関施設、大阪府警察の施設としても移築しつつ利用されてきた。[18]また、前述の通り登録有形文化財に指定されており、瀬田学舎で最古の建物である。
- 交通アクセス
  - 瀬田駅から帝産湖南交通バス約8分。
  - 大津駅から近江鉄道バス直行約20分。
  - 中書島駅から京阪京都交通直通バスで約30分。

なお、深草学舎と瀬田学舎・大宮学舎間にはスクールバスが運行(大宮と瀬田のシャトルバスは無い)

#### その他の施設

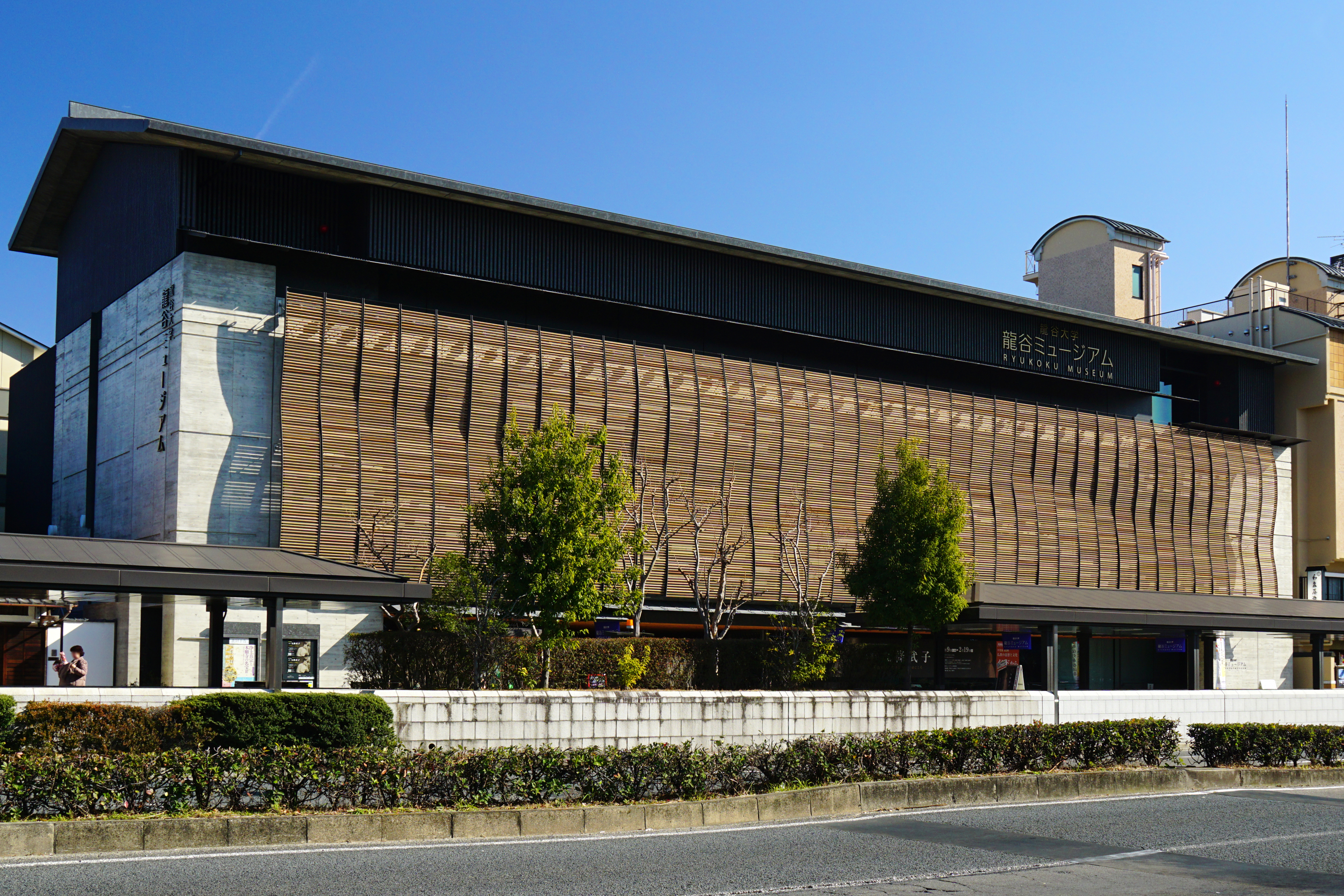
龍谷ミュージアム

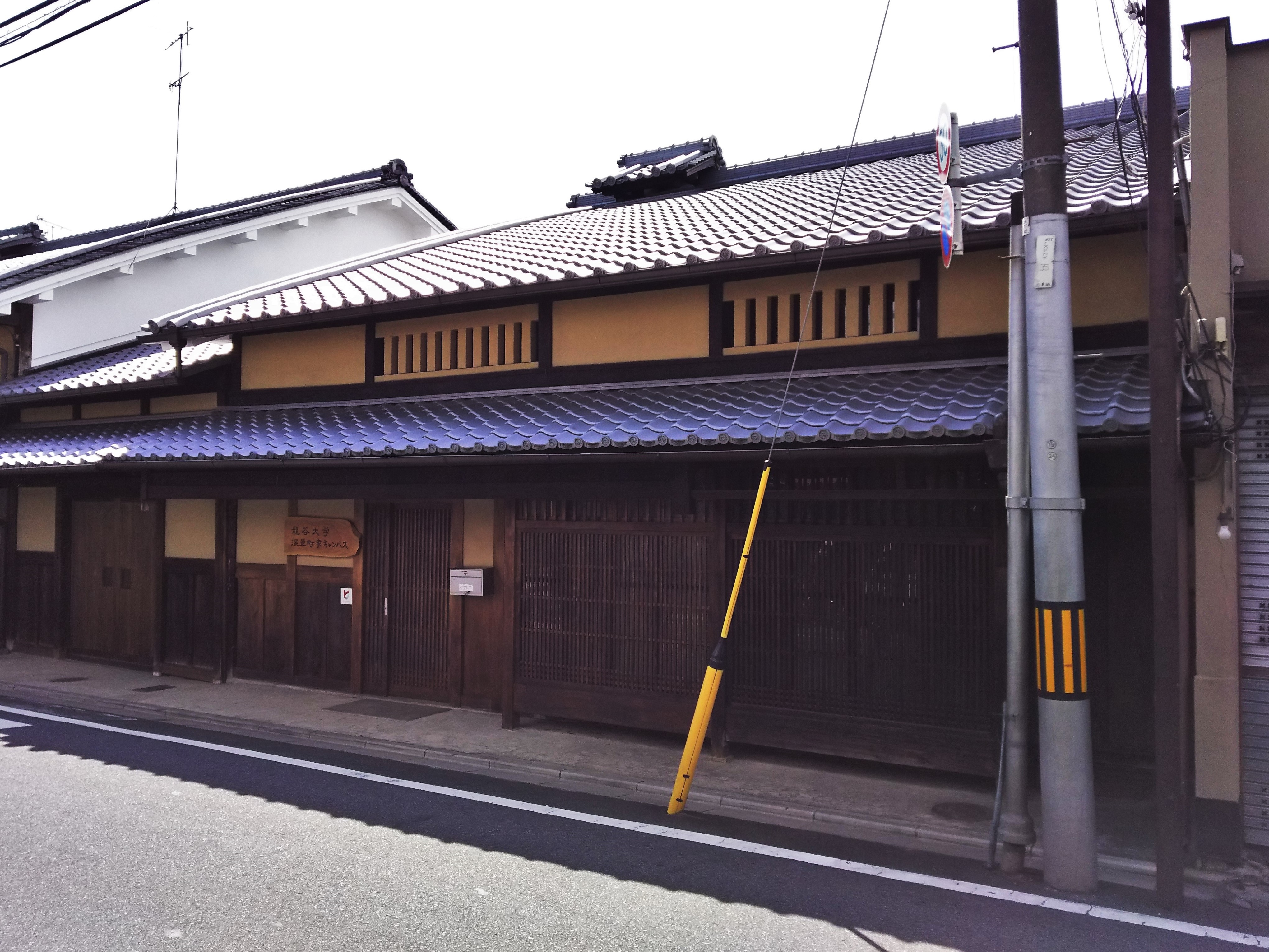
深草町家キャンパス

- 龍谷ミュージアム：仏教の総合博物館。西本願寺から堀川通を挟んだ向かい側の旧本願寺会館跡地に建設され、2011年4月に開館した。
- 梅田キャンパス：学生の就職支援活動などに使用。ヒルトンプラザ大阪のヒルトンプラザ ウエスト14階に所在
- 深草町家キャンパス：深草キャンパスから徒歩10分ほどの本町通りに面して建つ築150年ほどの民家を改装した施設。利用は予約が必要で、ゼミやサークルなどの利用を想定しているが、OBや付近住民も利用できる。フリースペースは予約なしでも使用できる。
- 東京オフィス：学生の就職支援活動などに使用。東京都千代田区丸の内二丁目2番1号（岸本ビルヂング10階）
- セミナーハウス「ともいき荘」：京都市上京区にある旧オムロン研修所を取得。
- アバンティ 響都ホール：京都駅八条口前にある京都アバンティ9階にある多目的ホール。一般への貸し出しも可能。
- 龍谷の森：瀬田学舎に隣接する里山林。
- 南大日グラウンド（京都市山科区）
- 艇庫（滋賀県大津市）
- 留学生寮
  - りゅうこく国際ハウス
  - 大宮荘
  - 向島学生センター
  - ルミエール間宮学生寮
  - ともいき国際ハウス
- RUBeC（Ryukoku University Berkeley Center）：米国カリフォルニア州バークレーにある教育・研究の拠点。BIE留学プログラムを実施している。

## 対外関係
- 学術交流協定
  - 京都弁護士会

日本で初めて弁護士会と大学が締結した協定で、この協定に基づいて法学部の学生が夏季実習で弁護士事務所で法律の実体験をするほか、龍谷大学で弁護士が生の講義を行っている。

### 地方自治体との協定及び交流
- まちづくりに関する包括協定
  - 滋賀県大津市

2005年3月、行政と私立大学が締結した協定で、産業の振興や環境の保全、地域活性化、福祉事業など幅広い分野で協力協定を結び、新しい事業を生み出すことなどを目的としている。
- 連携協力に関する協定
  - 京都府教育委員会

2006年10月、教育委員会と大学が締結した協定で、相互の人的・知的資源の交流・活性を図り、相互に連携協力して研究・協議を行い、その成果を双方の教育の充実・発展に寄与することを目的としている。
1998年、京都府弁護士会と協定を締結している。
- 連携協力に関する協定
  - 京都市、大阪市など29市町村自治体

NPO・地方行政コースが市町村と連携協定を結び、学生の受け入れ、公共政策の高度化・多様化を図る実践的教育の「場」を提供することを目的としている。
- 就職に関する協定
  - 鳥取県と龍谷大学は、2010年7月15日、就職支援を主目的とした連携協定を締結した。
  - 徳島県と龍谷大学は、2011年12月19日、就職支援に関する協定を締結した。
  - 広島県と龍谷大学は、2012年4月4日、就職支援に関する協定を締結した。
  - 香川県と龍谷大学は、2012年10月17日、就職支援に関する協定を締結した。
  - 島根県と龍谷大学は、2013年2月4日、就職支援に関する協定を締結した。
  - 長野県と龍谷大学は、2013年2月20日、就職支援に関する協定を締結した。
  - 高知県と龍谷大学は、2013年8月5日、就職支援に関する「学生Ｕターン就職促進に関する協定」を締結した。
  - 鹿児島県と龍谷大学は、2014年7月28日、「就職支援に関する協定書」を締結した。
  - 岡山県と龍谷大学は、2014年10月28日、「岡山県と龍谷大学との就職支援に関する協定書」を締結した。
  - 山口県と龍谷大学は、2015年1月26日、「山口県と龍谷大学との就職支援に関する協定書」を締結した。
  - 石川県と龍谷大学は、2015年1月27日、「石川県と龍谷大学との就職支援に関する協定書」を締結した。
  - 熊本県と龍谷大学は、2016年2月19日「熊本県と龍谷大学及び短期大学部と就職支援に関する協定書」を締結した。
  - 三重県と龍谷大学は、2016年3月2日、「三重県と龍谷大学及び短期大学部と就職支援に関する協定書」を締結した。
  - 福岡県と龍谷大学は、2016年12月27日、「福岡県と龍谷大学との就職支援に関する協定」を締結した。

龍谷大学は他大学に先駆け、自治体（鳥取県、徳島県、広島県、香川県、愛媛県、島根県、長野県、高知県、鹿児島県、岡山県、山口県、石川県、滋賀県、熊本県、三重県、福岡県）との連携による就職支援事業に積極的に取り組んでいる

### 他大学との協定

#### 日本国内
- 明治大学
- 立正大学
- 広島大学

龍谷大学が2009年3月に明治大学と、同年9月には広島大学と、2020年1月に立正大学とそれぞれ協定を締結したことにより、すでに関係を有していた上記3大学間を含めた4大学間相互の協力体制の確立を進めている。
- 滋賀医科大学と交流協定を締結している。
- 京都・宗教系大学院連合に加盟している。
- 佛教大学と小学校教諭免許状課程履修に関する協定を締結し小学校教諭免許を取得可能。
- 放送大学[19]

#### 日本国外
以下の大学と学生交換協定ないしは学術協定を締結している。
- 中国
  - 上海師範大学
  - 復旦大学
  - 華東師範大学
  - 上海大学
  - 中国人民大学
  - 大連外国語大学
  - 中山大学
  - 吉林大学
  - 中国社会科学院
  - 上海対外貿易学院
  - 北京大学国際関係学院
  - 西安交通大学人民社会科学院
  - 清華大学
  - 中国農業大学
  - 西安軽工業大学院
  - 同済大学
- 韓国
  - 東亜大学校
  - 朝鮮大学校
  - 成均館大学校
  - 東国大学校
  - 円光大学校
  - 全南大学校
  - 郡長工業専門大学校
- タイ
  - チュラーロンコーン大学
  - アサンプション大学
- インドネシア
  - ハサヌディン大学
- 台湾
  - 国立台湾師範大学
  - 東海大学

- アメリカ合衆国
  - カリフォルニア州立大学ノースリッジ校
  - カリフォルニア大学デービス校
  - 南ミズーリ州立大学
  - 仏教大学院(IBS)
  - イリノイ大学ベックマン数理研究所
  - ハワイ大学マノア校
  - 仏教研究センター(BSC)
  - アンティオーク大学
- カナダ
  - カルガリー大学
- オーストラリア
  - ロイヤル・メルボルン工科大学
  - マードック大学
  - フリンダース大学
  - ラトローブ大学
- ニュージーランド
  - クライストチャーチ・ポリテクニック大学
- メキシコ
  - メトロポリタン自治大学
- イギリス
  - ウエストミンスター大学
  - ニューカッスル・アポン・タイン大学

- デンマーク
  - オーフス大学
- スウェーデン
  - ヴェクショー大学
- フィンランド
  - ヨエンスー大学
- ロシア
  - モスクワ大学アジア・アフリカ学院
- ウクライナ
  - キエフ大学
- ポーランド
  - ワルシャワ経済大学
- ドイツ
  - デュースブルク・エッセン大学
  - ベルリン科学技術大学
- フランス
  - リヨン第3大学
  - カーン大学
- スペイン
  - バルセロナ自治大学
  - バレンシア大学

### 姉妹大学
- 京都女子大学

### 関係校
高大連携協定校
- 滋賀県立甲西高等学校
- 滋賀県立玉川高等学校
- 滋賀県立米原高等学校
- 近江兄弟社高等学校
- 光泉カトリック高等学校
- 比叡山高等学校
- 京都府立桃山高等学校
- 京都府立莵道高等学校
- 京都府立山城高等学校
- 大谷高等学校
- 京都橘高等学校
- 大阪府立いちりつ高等学校
- 大阪学芸高等学校
- 奈良育英高等学校
- 神戸龍谷高等学校
- 瀬田工業高等学校
- 八幡工業高等学校
- 彦根工業高等学校
- 京都市立洛陽工業高等学校
- 京都工学院高等学校

以上の工業系高等学校と高大連携に関する協定を締結。
西本願寺系の関係学校法人で構成する龍谷総合学園に加盟する各教育機関とは関係が深い。
北海道から九州まで27の学校法人と、それらが設置する71の学校加盟数は日本最大で、龍谷大平安高等学校、他多数加盟している。
北陸高等学校（福井県）・崇徳高等学校（広島県）・神戸龍谷高等学校（兵庫県）・相愛高等学校（大阪府）と 、教育連携に関する協定を締結して、様々な教育連携事業を展開。

## 社会との関わり

### 文化財
龍谷大学では以下の国宝・重要文化財を所蔵又は所有している。

#### 国宝
- 「類聚古集」

#### 重要文化財
- 建築物
  - 大宮学舎本館 - 1879年（明治12年）築
  - 大宮学舎北黌 - 1879年（明治12年）築
  - 大宮学舎南黌 - 1879年（明治12年）築
  - 大宮学舎旧守衛所 - 1879年（明治12年）築
  - 大宮学舎正門（附帯・渡廊下、設計図2幅） - 1879年（明治12年）築
- 書物
  - 「李柏尺牘稿」（大宮図書館所蔵）

#### 登録有形文化財
- 建築物
  - 瀬田学舎樹心館

## 附属学校
- 龍谷大学付属平安中学校・高等学校
- 教育連携校
  - 北陸高等学校
  - 崇徳高等学校
  - 上宮高等学校
  - 京都橘高等学校